# Дедово Озеро (заказник)
«Дедово Озеро» (укр. Дідове Озеро) — гидрологический заказник общегосударственного значения, расположенный на территории Овручского района (Житомирская область, Украина).
Площадь — 294 га.

## История
Заказник был создан согласно Постановлению Совета Министров УССР от 28 октября 1974 года № 500, площадью 54 га. Также указан в списке созданных заказников в тексте Постановления Совета Министров УССР от 25 февраля 1980 года № 132-80-п. Решением Житомирского облисполкома от 07.03.1991 года № 68 «Про підсумки інвентаризації мережі природно-заповідного фонду та доповнення переліку державних заказників» (Про итоги инвентаризации сети природно-заповедного фонда и дополнение перечня государственных заказников) изменилась площадь заказникаː увеличена почти в пять раз (на 240 га), составив 294 га.

## Описание
Природоохранный объект создан с целью охраны ценных природных комплексов (водно-болотные угодья) Полесья. Пруд Дедово Озеро и болотный массив играет воднорегулирующее значение для прилегающих территорий в бассейне Свидовец. Заказник занимает квадраты 11-14 Кованского лесничества на территории Усовского сельсовета — пруд Дедово Озеро на реке Плотница и прилегающие территории (преимущественно водно-болотные угодья), что западнее села Кованка.
Ближайший населённый пункт — Кованка; город — Олевск.

## Природа
Пруд Дедово Озеро окружён преимущественно эвтрофными и мезоэвтроными болотами, а также лесными болотами с ольхой чёрной которые переходят в смешанные леса.
Прибрежно-водная растительность представлена доминирующими тростником обыкновенным, осокой омской, осокой носиковой, кубышкой жёлтой (глечики), кувшинкой снежно-белой. Водная растительность представлена редким видом осока плетевидная и краснокнижным росянка промежуточная. В заказнике есть участки с клюквой и черникой. В заказнике встречаются краснокнижные видыː шейхцерия болотная, дифазиаструм Цейлера, лилия лесная, клюква мелкоплодная, ситник луковичный, ива черничная, пальчатокоренник мясо-красный, пальчатокоренник Фукса.
На данном участке встречаются 137 видов хребетных животныхː млекопитающие — 23, птицы — 87, пресмыкающиеся — 5, земноводные — 8, рыбы — 14. Основу фауны составляются виды водно-болотного, прибрежного и древесно-кустарниковых комплексов. Заказник является местом селения бобра, ондатры, выдры, гнездования водоплавающих птиц. В пруде водится свыше 45 видов рыб, рептилий и амфибий.